# Daan Koens
Daan Julius Koens (Amsterdam, 1994) is een Nederlandse kunstschilder. Hij staat bekend om zijn figuratieve en impressionistische stijl, gekenmerkt door het gebruik van felle kleuren. Zijn werk omvat voornamelijk grootstedelijke landschappen en portretten van vrouwen. Koens woont en werkt in Rotterdam.

## Biografie
Koens groeide op op Curaçao. Hij zat daar op het vwo van het Peter Stuyvesant College.

## Carrière[2]
Koens is sinds 2018 actief bezig als beroepsschilder en heeft sindsdien meerdere exposities gehad. 

### Muziek en samenwerking met Joost Klein
Naast zijn kunst heeft Koens ook rapmuziek gemaakt onder het voormalige label Green Cabin, dat eigendom was van een vriend van hem. Ook is hij bevriend met Joost Klein en heeft hij samen met hem muziek gemaakt. Tevens is hij een lid van het creatieve team binnen het Albino Sports-collectief. Zijn muzikale bijdragen zijn te horen op de albums Albino, Joost Klein 7 en Albino Sports, Vol. 1. In 2019 stonden ze samen op het podium tijdens Lowlands, waar Koens live een schilderij maakte. Daan heeft ook geholpen met het ontwerpen van het Europapa-pak van Joost en het vogelpak van Appie Mussa voor Eurovisiesongfestival 2024.

## Invloeden
De schilder heeft te kennen gegeven zich geïnspireerd te voelen door bekende schilders zoals Van Gogh, Gauguin, Picasso, Diego Velázquez, Francisco Goya en Amedeo Modigliani.